# Joseph Farquharson
Joseph Farquharson (Edimburgo, 4 maggio 1846 – Finzean, 15 aprile 1935) è stato un pittore, nobile e proprietario terriero scozzese.

## Biografia
Nato nella capitale scozzese, combinò sin dall'inizio la carriera di pittore con l'attività di amministratore del vasto territorio di Finzean, entrambe ereditate da suo padre. Farquharson ricevette l'educazione artistica alla Trustees’ Academy di Edimburgo e nel 1860 iniziò una produzione paesaggistica profondamente influenzata da Peter Graham. Dopo l'incontro con l'oriente, dapprima indirettamente durante un viaggio a Parigi e poi direttamente attraverso alcuni soggiorni in Egitto, la sua produzione si concentrò sull'orientalismo, senza dimenticare il paesaggio che l'aveva visto dipingere le prime tele. Profondamente influenzata dal suo mentore francese Carolus-Duran, la sua pittura è ricca ed elaborata, echeggiante delle lezioni dei maestri di Barbizon.

### Opere
- Market on the Nile - 1883
- The Joyless Winter Day - 1883
- Cairo: The Ferry From the Island of Gazirie on the Nile; Boulach the Port of Cairo - 1886
- The Ruins of the Temple at Luxor - 1890
- The Weary Waste of Snows - 1898
- When the West with Evening Glows - 1901
- The shortening winter's day is near a close - 1903
- The Sun Had Closed the Winter Day - 1904
- When snow the pasture sheets - 1915
- Summertime
- Close of Day
- Sheep Feeding
- Where Winter Holds its Sway
- Sunlight and Shadow
- Snowy Garb of Sleeping Earth
- Winter
- To Winter Quarters
- Through Calm and Frosty Air
- Thro the Crisp Air
- Homeward
- Down to the Ferry